# 新田車站 (宮城縣)
新田車站（日语：／ Nitta eki */?）是一由東日本旅客鐵道（JR東日本）的所經營鐵路車站，位於日本宮城縣登米市迫町字新田字狼之欠（狼の欠）。新田是JR東北本線沿線的一個車站，屬JR東日本仙台支社管轄的車站之一，由小牛田車站負責管理，是個委託由東北綜合服務（東北総合サービス）代為經營的業務委託車站。
根據JTB所出版的鐵路時刻表，在登米市境內數個鐵路車站中，新田被標示為該市的主要代表車站。但新田車站實際上距離市公所（市役所）等當地主要設施所聚集的佐沼地區尚有段距離，旅客得利用公車進行接駁轉乘。
由於同為JR系統路線之一的JR西日本奈良線上，還有個漢字名相同的新田車站（しんでんえき，Shinden-Eki），為了區隔，在購買長途車票時，會以「(北) 新田」的方式標示本站，其中括弧中的「北」字代表東北本線。

## 車站結構
側式月台1面1線與島式月台1面2線，合計2面3線的地面車站。

### 月台配置
| 月台 | 路線      | 方向 | 目的地     |
| ---- | --------- | ---- | ---------- |
| 1    | ■東北本線 | 上行 | 仙台方向   |
| 2    | ■東北本線 | 下行 | 一之關方向 |

## 相鄰車站
東日本旅客鐵道
■東北本線
梅澤－新田－石越

## 外部連結
- （日語）新田車站（JR東日本） （页面存档备份，存于）